# Saint Louis (Seychellen)
Saint Louis is een district in het centraal-noorden van het eiland Mahé, het hoofdeiland van de eilandstaat de Seychellen. Het district Saint Louis is genoemd naar het Saint Louis-college dat zich er bevindt. Saint Louis heeft een oppervlakte van amper één vierkante kilometer en is daarmee een van de kleinste districten van de Seychellen. Het is ook een van de twee enige districten op het eiland Mahé dat niet aan de kust grenst. Bij de census van 2002 telde het district Saint Louis 3325 inwoners.